# Antònia Parés
Antònia Parés Macià (Lloret de Mar, 1913 – Barcelona, 1987) fue una bibliotecaria española que ejerció su profesión, entre otros lugares, en la Biblioteca de la Escuela de Bibliotecarias.

## Biografía
Nació en una familia burguesa de Lloret de Mar relacionada con el mundo naviero y colonial. Era la pequeña de cinco hermanos. Su padre murió un mes después de su nacimiento.
Vivió desde los cinco años en Barcelona, donde estudió en un colegio de las monjas francesas de la Presentación. En 1929 obtuvo el diploma de francés de la Alliance Française. Amante de la vida al aire libre y del deporte, a inicios de los años 1930 participó en varios campeonatos de natación de Cataluña y de España. Para prepararse para ingresar en la Escuela de Bibliotecarias, en 1928 hizo un curso en la Escuela Profesional para la Mujer y al año siguiente empezó la carrera. Se graduó el 1933 con la tesina Un assaig de bibliografia: Carles Soldevila.
Una vez acabados sus estudios, empezó a trabajar en la Biblioteca Popular de Pineda de Mar. Allí conoció a Manel Ruiz Esqué y se  casó por el civil, a pesar de la oposición familiar, por el hecho de que Manel Ruiz era comunista. Durante los años 1936 y 1937, Manel Ruiz Esqué, del Partido Socialista Unificado de Cataluña, fue alcalde de Pineda y, a finales de la Guerra Civil Española tuvo que huir a Francia. Al poco tiempo, Antònia Parés cruzó a pie el Pirineo (con sus dos hijos, Ariana y Pau, de pocos meses) para ir a reunirse con su marido que los esperaba en Montauban, cerca de Carcasona.
La invasión de Francia por los alemanes impidió que pudieran marchar hacia México. La familia Ruiz-Parés fue encarcelada en un campo de concentración. Las condiciones eran tan malas que Antònia envió a su hija con sus hermanos de Barcelona para que se hicieran cargo de ella. Finalmente, Manel consiguió marchar a México y Antònia volvió a Barcelona con el hijo pequeño, a esperar la oportunidad de reunirse con el marido. En diciembre de 1943, Antònia Parés embarcó hacia México, junto con sus hijos.
En 1946, Antònia Parés se separó de su marido y regresó a Barcelona con sus dos hijos. Al exiliarse en México, la habían obligado a renunciar a la nacionalidad española. Así que, al volver, la policía la arrestó. Por influencias familiares fue puesta en libertad. Pronto pudo volver a ejercer la profesión: en la librería Argos del Paseo de Gràcia, realizando varias sustituciones en la Biblioteca Popular de la Mujer, de Cornellà, etc. Finalmente, después de volver a hacer oposiciones, consta que en 1955 ya trabajaba en la biblioteca de la Escuela de Bibliotecarias, primero junto a Consol Pastor Martínez, y desde 1957 como responsable única hasta 1983, fecha en que se jubiló. En este puesto de trabajo han sido muchas las promociones de bibliotecarias que han apreciado su trabajo y sobre todo su carácter tan apacible, decidido, optimista y acogedor, y siempre dispuesta a ayudar al público. También  conservan buen recuerdo sus primeros lectores de Pineda: al celebrarse el 75.º aniversario de la biblioteca, que ahora tiene el nombre de Manuel Serra i Moret, la publicación que lo conmemora reproduce una parte importante de su diario de aquellos años, el diario donde las bibliotecarias, siguiendo las indicaciones de su maestro Jordi Rubió i Balaguer, recogían con cuidado las incidencias del día a día; ella dejó constancia de los episodios tristes de la guerra civil.